# Jacques de Billy de Prunay
Jacques de Billy de Prunay (en latin : Jacobus Billius) (Guise, 1535 – Paris, 25 décembre 1581), est un érudit, théologien, juriste, linguiste, abbé bénédictin, ainsi qu'un humaniste, poète, et traducteur de quelques pères de l'Église grecs.

## Sa famille
Jacques de Billy  est le descendant de l'ancienne maison de Prunay, de Louis de Billy, seigneur de Prunay, gouverneur pour le roi de la ville de Guise, et de Marie de Brichanteau.
Jacques de Billy a six frères : 
- Claude, tué à la bataille de Jarnac (1569) ;
- Louis, blessé à la défense de Poitiers, et qui meurt de ses blessures ;
- deux frères qui sont tués à la bataille de Dreux, le 19 décembre 1562 ;
- Geoffroy de Billy, évêque-duc de Laon (1598-1612) ;
- Jean, abbé commendataire de deux abbayes, qui se fait chartreux et qui ne vit plus en 1585 ;

- deux de ses sœurs sont religieuses à l’abbaye Saint-Jean-Baptiste du Moncel ;

- une autre mère supérieure de Mont Notre Dame, de l’ordre de Cîteaux ;
- la dernière mariée à François II d'Allonville d'Oysonville.

C'est aussi l'oncle de :
- Benjamin de Brichanteau, évêque-duc de Laon (1612-1619) et pair ecclésiastique de France ;
- Philibert de Brichanteau évêque-duc de Laon (1620-1652) et pair ecclésiastique de France[3].

## Biographie
Jacques de Billy est envoyé à Paris dès sa première jeunesse. Il y étudie le latin, la philosophie et la théologie. Rappelé à l'âge de dix-huit ans, il est envoyé successivement à Orléans et à Poitiers, pour y suivre des cours de droit. La mort de ses parents lui laisse, peu de temps après, la liberté de se livrer à son goût pour les lettres. Il se retire à Lyon, et ensuite à Avignon, où il apprend les langues grecque et hébraïque.
Il embrasse ensuite l'état ecclésiastique. Il est d'abord abbé de l’abbaye Saint-Vincent de Laon, puis abbé de Saint-Léonard de Ferrières, à Bouillé-Loretz, en Anjou, et prieur de Tauxigny en Touraine. Ces deux bénéfices, qui lui rapportent quatre mille livres de rente, suffisent à son ambition ; mais, vivement pressé par son frère aîné Jean de Billy, il consent à se charger de l'abbaye de Saint-Michel-en-l'Herm et de l'Abbaye Notre-Dame-de-Ré dite des Châteliers. Jean, qui avait conduit jusqu'ici une vie très mondaine, annonce tout à coup son intention de devenir un chartreux, et lui abandonne ses bénéfices.
Après quelques hésitations, il accepte, puis entre dans l’Ordre de Saint-Benoît, et plus tard est abbé. Dès lors, il mène une vie très  ascétique et dirige ses monastères avec une grande prudence. Sur ces entrefaites, les guerres civiles s'étant allumées, l'Abbaye Notre-Dame-de-Ré dite des Châteliers est pillée, et celle de Saint-Michel-en-l'Herm entièrement ruinée. Billy s'épuise pour réparer ces pertes. L'abbé lui-même est souvent obligé de chercher refuge contre les ravages de la guerre, et réside, pendant de courtes périodes, à Laon, Nantes, Paris, et au prieuré de Tauxigny. Savant défenseur de la religion catholique, il écrit les Consolations de l'âme fidèle, en 1569.
À la fin de sa vie, il retourne à Paris. Il vit chez son ami Gilbert Génébrard, un théologien chrétien et religieux bénédictin. Il meurt chez lui le 25 décembre 1581, à 46 ans. Il est inhumé en l’église Saint-Séverin,.

## Œuvres

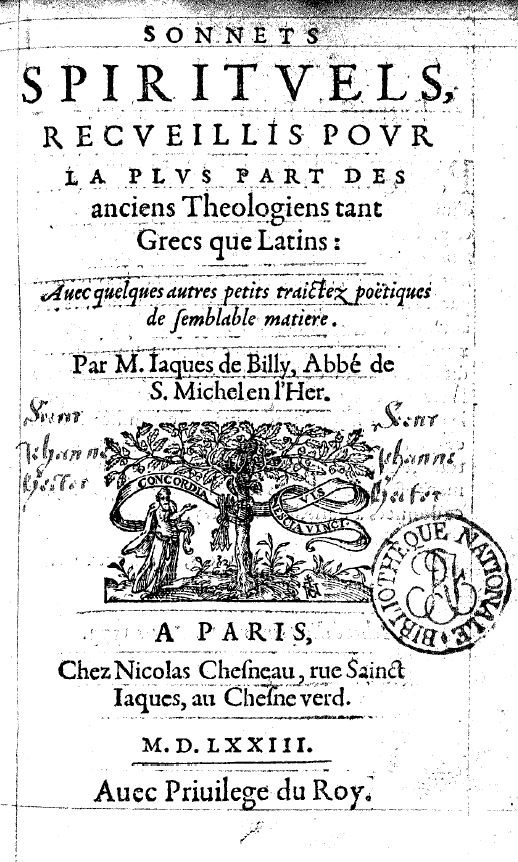
Jacques de Billy de Prunay est l’auteur de nombreuses œuvres poétiques, des observations sacrées et de traductions et éditions d'ouvrages de quelques pères de l'Église grecs.

Jacques de Billy passe pour l'un des plus savants hommes de son temps. Ses deux Livres d'observations sacrées, ses Locutiones grœcœ, et les différentes traductions et éditions des ouvrages de quelques pères de l'Église grecs, prouvent que cette réputation n'est pas usurpée. Mais ses productions poétiques sont aussi intéressantes ; elles se composent de :
- deux Livres les Sonnets spirituels recueillis pour la plupart des anciens théologiens, tant grecs que latins. Ses sonnets sont accompagnés d'un commentaire en prose ; le premier livre est imprimé en 1565. Il renferme cent neuf sonnets. Le second, qui en contient cent, paraît en 1578. Exemplaire du premier livre sur Gallica, de l'édition de Paris : Nicolas Chesneau, 1573. Certains de ces sonnets ont été mis en musique par le compositeur Gilles Maillard au début des années 1580 (œuvre perdue).
- un poème en six Livres, qui a pour titre Second Advenement de Jesus-Christ; ouvrage rempli de piété et d'onction.
- un traité de saint Bazile, intitulé Du Jugement de Dieu... Ce traité est suivi des Quatrains sententieux de saint Grégoire de Nazianze[2].

Et : 
- S. Gregorii Nazianzeni opera omnia latine (Paris, 1569); une seconde et meilleure édition est éditée en 1583.
- Consolations et instructions (Paris, 1570).
- Récréations spirituelles (Paris, 1573).
- S. Gregorii Nazianzeni opuscula (Paris, 1575).
- Interpretatio Latina xviii priorum capitum S. Irenaei (Paris, 1575).
- Antholigia sacra (Paris, 1576).
- Joannis Damasceni opera (Paris, 1577).
- Locutiones Graecae (Paris, 1578).
- Opuscula aliqua S. Joannis Chrysostomi (Paris, 1581).
- S. Isidori Pelusiotae epis. Libri tres (Paris, 1585).
- S. Epiphanii opera (Paris, 1612).

## Éditions modernes
- Six livres du second Advenement de Nostre Seigneur, éd. Thierry Victoria, Paris, Garnier, 2010, "Textes de la Renaissance", n° 161.